# 海姆查爾烏帕齊拉
海姆查爾乌帕齐拉是孟加拉国吉大港縣的一个乌帕齐拉，位於吉大港专区的堅德布爾縣。。

## 人口
據1991年孟加拉國人口普查，海姆查爾共有戶數20946戶，人口113306人。其中男性佔比51.29%，女性佔比48.71%；成年人口52,033人。該地7歲以上人口之平均識字率為25.4%。